# Трупный яд (группа)
«Трупный яд» — советская и российская андеграундная трэш-метал-группа. Ряд критиков причисляют «Трупный яд» к разряду «легендарных» групп, чьи песни стали «частью местного фольклора».

## Начало музыкальной деятельности
Образована в 1986 году в Мурманске в одной из береговых частей ВМФ, где бессменный лидер группы Валерий Михайлянц (вокал, гитара, тексты, музыка) проходил военную службу. Все музыканты первого состава — матросы срочной службы из разных городов. «Матросское происхождение» группы тщательно скрывалось, в городе о нём знали только доверенные лица, у которых музыканты переодевались перед концертами и хранили инструменты. Вплоть до 1988-го группа выступала в гриме. В связи с тем, что организаторов концертов порою коробило от словосочетания «трупный яд», группа в начале карьеры использовала в анонсах и на афишах заменяющее название «Биметалл», объявляя настоящее название лишь после выхода на сцену.
С 1986 года по 1988 год состояли в Мурманском рок-клубе. В этот период в звукозаписывающей студии Мурманского областного драматического театра были записаны два первые альбома — «Прозектор Перестройки» (1986) и «День Рождения Смерти» (1987), которые выпускались на магнитокассетах. Покинули рок-клуб после того, как он перешёл под опеку местной комсомольской организации.
Некоторое время Валерий Михайлянц проработал в концертном бюро при мурманской филармонии, но в 1990 году получил предложение от санкт-петербургской фирмы «Интер» поработать в технической команде на организации ночных шоу и перебрался в Санкт-Петербург. «Интер» позднее предложил Михайлянцу помощь в раскрутке и продвижении «Трупного яда», но с условием редактуры текстов и смены названия коллектива. После этого Михайлянц покинул Санкт-Петербург и переехал в г. Мирный (Архангельская область).

## Мирнинский период творчества
«Город Мирный был хорошей точкой во всех отношениях — отличные леса, удобное расположение, прекраснейшие люди, но в самом городе практически ничего не происходит, он какой-то мёртвый: военные тупят, мэрия ворует, а жители бегут при первой возможности». (В. Михайлянц)
Мирный — он весь такой военный.

Мирный — как жопа неизменный.

Мирный — он весь такой военный,

И в то же время мирный, хотя так не бывает!

Военный Мирный.

Горячий холод.

Соленый сахар.

Сухая влага.

Военный Мирный.

Квадратный шарик.

Овальный кубик.

— Отставить!

(«Мирный», альбом «Время убивать», «Трупный яд»)

В Мирном был создан новый состав группы, куда, помимо Валерия, вошли его младший брат Александр Михайлянц (бас-гитара) и местный музыкант Николай Тимачёв (ударные). Этим составом были записаны альбомы «О.В.О. при О.В.Д.» (1995) и «Время Убивать» (1997), которые были изданы на магнитокассетах и CD. Лирика группы приобрела остросоциальный обличающий характер, в песнях появилось большое количество «чёрного юмора», ненормативной лексики, порой звучали призывы к насильственным действиям, осуждение гомосексуализма, антисемитские высказывания, антихристианская и антиисламская риторика. Группа открыто протестовала против продажности и некомпетентности политиков, ухудшения экономической ситуации и падения уровня образования в стране, растущего влияния религии и усиления роли правоохранительных органов в деятельности государства.

«Да пидорасы они! Генетический мусор… С появлением этих двух понятий (попы и политики — прим. авт.) был нарушен естественный отбор в природе. Особи, бесполезные для племени и неспособные добывать себе пищу, должны были сдохнуть, не успев дать такого же бесполезного потомства. Человечество сейчас могло бы жить в идеальном обществе, если бы не эти гниды — во все века они убивали лучших, давили прогресс, душили развитие человека. Абсолютно никому ненужное, никчёмное говно. Убивать их, к сожалению, нельзя, мы ведь гуманисты. Вот создать бы для них отдельное государство, населённое только политиками и попами — сами и сдохнут». (В. Михайлянц)
С 1995 года группа вновь активно даёт концерты, выступает на фестивалях и проводит гастроли.
В 1998 году к коллективу примкнула Ольга Нефёдова (бас-гитара), жена Валерия Михайлянца, а Александр Михайлянц перешёл на позицию второго гитариста. В этом составе группа записывает альбом «Рабы немы» (2005). Лирика группы стала ещё злее и конкретнее.
Я возьму пятьдесят магазинов и поеду в Москву на охоту.

Настреляю, сколько успею, и наделаю кучу подранков.

Поснимаю их грязные шкурки, застелю ими пол в коридоре,

А на стенку прибью гвоздями черепа самых главных баранов.

Мандаты! Манда ты, с ушами!

(«Мандаты», альбом «Рабы немы», «Трупный яд»)

Одна из песен этого альбома была прямо адресована мэру Мирного Виктору Солодову и обличала его в злоупотреблении властью и воровстве.
Он обирает старух, он крадёт у детей,

Он мать родную, не дрогнув, продаст.

Он по сути — плебей, он по жизни — лопух,

Он по природе своей — педераст.

Всегда прогнуться готов, всегда готов услужить,

Всегда готов подставлять и стучать.

Из-за таких мудаков в стране не хочется жить,

Пора их просто уничтожать.

(«Замполит», альбом «Рабы немы», «Трупный яд»)

После 2010 года Николай Тимачёв покинул группу из-за возросшего к ней внимания со стороны правоохранительных органов. Место барабанщика в группе занял Игорь Нестеров.
Общим хобби для всех участников группы являются охота и коллекционирование оружия.

«Да не секрет это — почти всё легально, хех! Отношение к оружию такое же, как к инструментам, да и охотимся мы тем же составом. И дочка, по возможности, с нами. Настоящая охота (без водки, манков, вездеходов и вертолётов) — это полное единение с Природой: сезон в тайге очищает мозг от мусора цивилизации, и этого как раз хватает, чтобы дожить до следующего сезона. Мы с братом Саней, можно сказать, выросли в тайге. Отец — военный: его часть бросали с площадки на площадку, а до города пешком не добраться, и поэтому для офицерских детей было одно развлечение — лес. Нашему поколению повезло — пока ещё есть глухие места, не изуродованные человеческой деятельностью, и „натаскивали“ нас настоящие охотники старой школы, которых сейчас уже практически не осталось. „Заразиться“ охотой можно только от охотника-одиночки. Групповая охота не даёт и доли тех ощущений, когда ты один глубоко в тайге, когда все чувства обострены до предела, начинаешь видеть малейшее движение, слышишь взмах крыла… В такие минуты мозг очищается от надуманных понятий общества, и в какой-то момент осознаёшь, что всё это убого и временно, а Природа — это и есть Жизнь. А если говорить об оружии вне охоты, тут всё просто: оно должно быть либо у каждого, либо ни у кого, иначе безоружные всегда будут в положении рабов у вооружённых, что у нас в стране и в других недогосударствах и наблюдается». (В. Михайлянц)

## Уголовное преследование
По версии следствия: 12 декабря 2012 года Александр Михайлянц с домашнего компьютера вышел в Интернет и на своей странице в социальной сети «Вконтакте» разместил картинку с надписью, в которой содержался прямой призыв к осуществлению экстремистской деятельности и пропаганда действий, направленных против выходцев с Кавказа. Он также с июля 2012 года по февраль 2013 года на своей странице «Вконтакте» размещал фотографии, картинки и комментарии экстремистского содержания, возбуждающие в обществе вражду. Против него на основании материалов, представленных региональным управлением ФСБ России, СК РФ по Архангельской области и НАО было возбуждено уголовное дело по 282-й статье УК РФ «Возбуждение ненависти либо вражды, а равно унижение человеческого достоинства». В ходе проверки Александр Михайлянц был задержан, допрошен, у него был изъят личный ноутбук.
Спустя две недели по обвинению по статье 280 УК РФ «Публичные призывы к осуществлению экстремистской деятельности» был задержан барабанщик «Трупного яда» Игорь Нестеров, у него также в ходе обыска изъяли ноутбук.
27 января 2014 года Александр Михайлянц был признан виновным по ч. 1 ст. 282 УК РФ и ч. 1 ст. 280 УК РФ и осуждён Мирнинским городским судом. Суд приговорил музыканта к наказанию в виде 6 месяцев исправительных работ с удержанием 10 % из заработной платы в доход государства. Игоря Нестерова осудили на год условно. В настоящее время аккаунты всех участников группы в «Вконтакте» удалены.

«Мы прекрасно понимаем, почему это происходит. Не из-за картинок, конечно, а из-за текстов нашей группы. Но мы уже проинформировали и международные правозащитные организации о том, что сейчас у нас творится. Интернет пестрит подобными картинками, но никого не трогают, а тут вдруг с разницей в полмесяца задерживают сразу двух музыкантов одного коллектива. Понятно, что это из-за песен… Ни меня, ни брата нельзя назвать националистами, потому что мы на четверть армяне. Мы долго жили на юге, друзей много, среди которых столько разных национальностей! Другое дело, когда речь идет о чистых варварах, которые среди нас живут. Есть люди созидающие, есть те, которые всю свою историю лишь грабили и разрушали. И ведь это не я придумал. Сейчас идет борьба не одной нации против другой, а цивилизации против варварства. Да, я не националист, но мне не нравятся нации, представители которых режут головы живым людям, снимают это на видео и танцуют при этом! Это же вообще не люди! И если я это осуждаю — я плохой человек? Но это же не я режу головы!.. Мне все кажется, что вот-вот народ очнется и что-то будет. Дай бог, чтобы не по колено в крови! Но так нельзя дальше, у нас же даже правительство антинародное. Когда-то я выступал против советской власти, а сейчас стало еще хуже, чем было. Наука убита, дети в школах учатся непонятно чему. Моя дочь училась в так называемом казачьем лицее на юге, хотя по бумагам это обычное учебное заведение, так там детей вместо уроков водили в церковь. А когда она решила сдавать ЕГЭ по английскому языку, ей отказали — пришлось в итоге поменять школу. Я, конечно, недоволен всем тем, что в стране происходит. У меня есть своя позиция. Не удивлён, что кому-то это не нравится». (В. Михайлянц)

«Бояться нужно, когда ты знаешь, что можешь защититься. А так смысла нет. Это как сидеть в яме со змеями: ты можешь им улыбаться, можешь их боятся, но ничего не можешь с ними сделать. Мы знаем и отдаём себе отчет, что представители органов сидят в зале, и, если им захочется кого-то из нас „закрыть“ — они сделают это в течение получаса, и мы ничего не докажем, мы же знаем. А песни — да, не теряют смысла. Когда-то в интервью очень давно нас назвали „социальной рок-группой“, потому что мы пели этакие песни протеста. И я тогда отмахнулся — а, потом новые напишу. Но ведь ничего не меняется! И рок-музыка настоящая всегда будет в андеграунде». (В. Михайлянц)

## Дискография
- Прозектор Перестройки (1986)
- День Рожденья Смерти (1989)
- О.В.О. при О.В.Д. (1995)
- Время Убивать (1997)
- Рабы немы (2005)

## Состав группы
- Валерий Михайлянц (гитара, вокал, основатель и лидер группы)
- Александр Михайлянц (гитара, бэк-вокал)
- Ольга Нефёдова-Михайлянц (бас-гитара)
- Игорь Нестеров (ударные)

Бывшие участники:
- Николай Тимачёв (ударные)